# 栗山津禰
栗山 津禰（くりやま つね、1892年（明治25年）11月11日 - 1964年（昭和39年）1月4日）は、日本の教育者。紫式部や源氏物語の研究者。また、日本で最初に私立大学に入学した女子学生でもあった。

## 略歴
1892年（明治25年）11月11日、山形市で栗山判兵衛と清の次女として生まれる。
山形県立山形高等女学校卒業後、1914年（大正3年）4月に上京。国語学伝習所、二松学舎に学んだ。
1916年（大正5年）4月、東洋大学大学部第二科に入学。専門学校令に基づく私立の旧制専門学校は男子専門学校とみなされていたが、東洋大学は入学を認めた。私立の高等教育機関として初めての女子生徒（学生）となった。
「目下数多い男学生の中に五名のうら若い女学生が混り、男も恥る程の真面目の研究振りを見せて夫々特色を発揮されて居ます。其中第一回入学生の栗山津禰子さん、（中略）電車に乗る間も手から本を離す事がありません。（中略）嬢は入学してから男女を通じていつも定つて首席で持ち切る程の成績でした」。
1919年（大正8年）に文部省師範学校中学校高等女学校教員検定試験（文検）に合格、1920年（大正9年）3月、東洋大学国文学科を首席で卒業。千代田高等女学校専攻科に就職。
1922年（大正11年）3月に、東京府立第五中に国語科漢文教諭として着任。これは、全国の中学校（男子校）で初めての女性教諭であった。
五中在職時より東洋大学研究科に在籍し、五中退職後は、東洋大学で文検準備女子国語漢文講座を開催。
1932年（昭和7年）頃、紫式部学会を設立、運営に尽力。
岡本かの子、野上弥生子、円地文子ら女流作家や国文学者らとの交流もあった。
都立女子専門学校（後の東京都立大学の前身の一つ）の教諭を経て、戦後は東京大学を会場として、源氏物語講座などの多くの講座を開講、主宰した。
1950年（昭和25年）、歌舞伎座支配人であった松竹の常務に面会し、源氏物語の歌舞伎座上演が決定。
1959年（昭和34年）、『紫式部学会と私』（表現社、1959年）を出版し、後年の活動をまとめている。
1964年（昭和39年）1月4日、71歳で没した。菩提寺は山形県上山市の浄光寺（栗山家は上山藩藤井松平家の家臣であったため）。

## エピソード
自伝『拓きゆく道』（明治書院、1940年）に、五中在職時のことが綴られている。初めての女性教諭に対して、生徒も紳士的な態度で学んだ様子が記されている。「生徒が極めて男らしく柔順で、しかも学問に熱心なのを知った私はこよなき悦びに満たされたのです。（中略）天下の英才を得て教育する楽しみは孟子許りではありませぬ。私の様なものでも、これ程よい生徒に教へ得られる事をどれ程感謝して居る事でせう。」（「英才の教育」）　
五中を退職した翌年の4月に伊藤長七校長が没する。栗山は「五中は、自由でよい学校だとみんなが云った。本当にさうであったから、私のやうな女が、何一つ困ることがなく勤められたことと思ふ。（中略）かういふ学校に最初の女教員として待遇されて勤めてきた私は、再び他の中等学校に就職しようといふ気がなくなってしまった」と述懐している。
板坂登(旧制5回生)は、50年記念誌上の対談で次のように振り返っている「栗山先生は私どもが習ったんですけどもね。やっぱりわんぱく坊主ですから、栗山先生のことをずいぶんいじめたんですね。一時間をなるべく短くしあげようというんで、いじわるな質問をしたことがあるんですがね。先生がべそをかいた。まだ若かったからね。今から思うと本当にお気の毒なことをしたと思ってます。」
三和一雄(旧制3回生、その後五中の教員も経験)は、50年記念誌上の対談で次のように振り返っている「袂のはしをもたれていかにも恥ずかしげに教えておられましたね。それから、地震がきた時ですね。栗山先生すっかりあわててドアの所へいって開けようとするんですが、開かないんですよ。ところが新聞記事には、悪童どもが騒ぐのに栗山先生はちっとも騒がないとありましたよ。」